# Lago di Loppio
Der Lago di Loppio, früher auch als Lago di S. Andrea bezeichnet, ist ein trockengefallener See im Valle del Cameras im Trentino, der sich nur nach länger andauernden Regenperioden teilweise füllt. Er liegt zwischen dem Etschtal und dem Gardasee westlich von Loppio, einer Fraktion der Gemeinde Mori und östlich von Nago unterhalb des Passo San Giovanni. Eingegrenzt wird er im Norden von den südlichen Ausläufern der Monte Bondone-Stivo Gruppe und im Süden von den nördlichen Ausläufern der Monte-Baldo-Gruppe.
An der Nordwestseite unterhalb des Passes ist das Ufer sehr zerklüftet mit mehreren Halbinseln und Buchten. Dieser Bereich wird als Dossi di Nago bezeichnet. Aufgrund des niedrigen Wasserstandes waren hier Röhrichtpflanzen, wie Seerosen und Schilfrohr heimisch. An der Westseite liegt in der Mitte die Insel Sant’Andrea, die einst größte der insgesamt sechs Inseln, benannt nach einer dem Heiligen Andreas geweihten kleinen Kirche, von der nur Ruinen erhalten sind. Die anderen fünf hügeligen und zum Teil sehr kleinen Inseln, die Isola dei Gamberi, Isola del Carezzer, Isola del Salgaro, Isola La Cuccina und L’Isoleta, lagen alle im Bereich der Dossi di Nago.
Gespeist wurde der See durch einige kleinere an den Ausläufern des Monte Altissimo di Nago gelegene Quellen am Südostufer. Den Abfluss bildete der Rio Cameras, der in Richtung Etsch abfloss. Bis zum Beginn des 19. Jahrhunderts erstreckte sich der Lago di Loppio bis vor den Ort Loppio.
Während das Nordufer vollkommen unberührt ist, liegt am Südufer die viel befahrene Strada Statale 240 di Loppio e Val di Ledro. Zwischen der Staatsstraße und dem Seeufer liegt auch ein Radweg, der vom Etsch-Radweg bei Mori abzweigt und zum Gardasee führt. Der Loppio See ist Teil des gleichnamigen 1,13 km² großen NATURA 2000 Naturschutzgebietes Lago di Loppio.

## Entstehung
Der Loppiosee entstand durch das Aufstauen von Quellwasser hinter dem vom Rio Gresta im Südosten des Sees angeschwemmten Schwemmkegel. Zuvor hatte ein Bergsturz nach Rückzug eines Seitenastes des Etschgletschers im Nordwesten am Passo San Giovanni das Tal versperrt und damit den Abfluss des Wassers in Richtung Nago und Gardasee unterbunden. Auch die Dossi del Nago sind auf solche Weise entstanden.

## Geschichte

### Bis 1953
Der See war aufgrund seiner Lage zwischen Etschtal und Gardasee immer schon von einer gewissen strategischen Bedeutung. Davon zeugen auch die zahlreichen archäologischen Funde auf der Insel Sant'Andrea, die man bei Grabungen ab Ende der 1980er Jahre in mehreren Grabungsperioden gefunden hat und die bis in die spätrömische Epoche zurückreichen und eine über mehrere Jahrhunderte reichende Periode abdecken.
Im Jahr 1439 passierte den See eine venezianische Flotte auf ihrem Weg vom Etschtal zum Gardasee. Mit diesem als Galeas per montes bezeichneten Unternehmen konnte die Republik Venedig in der Folgezeit ihren Machtbereich auf den ganzen Gardasee ausdehnen.
Zu Beginn des 16. Jahrhunderts wurde der Loppiosee nach Ende der venezianischen Epoche unter Maximilian I. auf die Grafen von Arco, als Lehensherrn von Castel Penede, und auf die Grafen von Castelbarco aufgeteilt. Das Westufer mit den Dossi di Nago fiel den Arcos zu, das später in den Besitz der Gemeinde Nago-Torbole überging, während der Großteil des Sees unter die Kontrolle der Castelbarco fiel. Diese Aufteilung und die daraus resultierende Nutzung sorgte bis zum Ende des 19. Jahrhunderts immer wieder für Streit zwischen den Parteien, der auch in mehreren Instanzen durch die Gerichte ging.
Im Jahr 1820 errichtete man einen etwa sieben Meter breiten und zwei Meter tiefen Abflusskanal, mit dem der Wasserstand des Sees geregelt wurde, da dieser starken Schwankungen unterlag und zeitweise die umliegenden Ackerflächen überschwemmte. Mit dem Bau dieses Kanals konnte auch die Fläche zwischen dem heutigen Seebett und dem Ort Loppio endgültig trockengelegt und landwirtschaftlich genutzt werden. Mit dem Kanal wurde auch der Abfluss, der Rio Cameras, reguliert, der auf einer Länge von 500 Metern unterirdisch an Loppio vorbeigeführt wurde. Am Beginn dieses Abflusstunnels, an dem auch der Abflusskanal endete, errichtete man ein Becken für den Fischfang, der eine wichtige zusätzliche Einkommensquelle darstellte. Auch an seiner zerklüfteten Nordwestseite wurden in der zweiten Hälfte des 19. Jahrhunderts Teile trockengelegt, die dann für landwirtschaftliche Zwecke genutzt wurden.
Neben dem Fischfang, im Loppiosee waren etwa 10 Arten beheimatet darunter Schleien, Flussbarsche und Aale, stellte bis zum Aufkommen moderner Kühlschränke das Herausschlagen von Eisblöcken für die Kühlung ein wichtiges Zubrot im Winter dar. Im Gegensatz zum Gardasee fror der Lago di Loppio in der Regel von Dezember bis Februar zu. Das Eis erreichte dabei eine Stärke von bis zu 50 cm. Zum Abtransport der Eisblöcke wurde auch die 1891 in Betrieb genommene Lokalbahn Mori–Arco–Riva genutzt, deren Trasse am südlichen Seeufer vorbeiführte.
Während des Ersten Weltkrieges lag der See zunächst zwischen den Fronten. Im Januar 1916 konnten Alpini des Bataillons Val d’Adige die Insel Sant'Andrea für einige Zeit besetzen und errichteten dort einige vorgezogene Stellungen. Davon zeugen heute unter anderem noch zwei Gedenktafeln, die von den italienischen Truppen dort hinterlassen wurden.
Für Aufsehen sorgte 1927 Gabriele D’Annunzio, der mit seinem Wasserflugzeug auf dem See landete, um seinen Freund den Grafen Pier Filippo Castelbarco zu besuchen.
Mit dem demographischen Anstieg nach dem Ersten Weltkrieg stieg auch der Bedarf an landwirtschaftlich nutzbaren Flächen. 1930 wurde zu diesem Zweck, auch im Einklang mit der von Mussolini ausgerufenen sogenannten Battaglia del Grano, ein Projekt zur Trockenlegung des Sees von den Castelbarcos in Auftrag gegeben, das allerdings wegen fehlender finanzieller Mittel nicht über den Projektstatus hinausging.
Nur neun Jahre danach lag ein neues Projekt vor, das den Bau eines Tunnels zwischen der Etsch und dem Gardasee vorsah, mit dem das Wasser der Etsch bei Hochwasser in den Gardasee geleitet werden sollte und damit Überschwemmungen im Unterlauf des Flusses verhindert werden sollten. Das Projekt sah vor, dass dieser 10 km lange Tunnel den Loppiosee etwa 20 m unter dem Seebett in seiner Mitte queren sollte. Die Arbeiten am Etsch-Gardasee-Tunnel begannen noch 1939 von Torbole aus, wurden aber wegen des Zweiten Weltkrieges 1943 eingestellt. Zu diesem Zeitpunkt war der Tunnel auf einer Länge von etwas mehr als zwei Kilometern fertiggestellt und befand sich einen Kilometer vom Loppiosee entfernt.

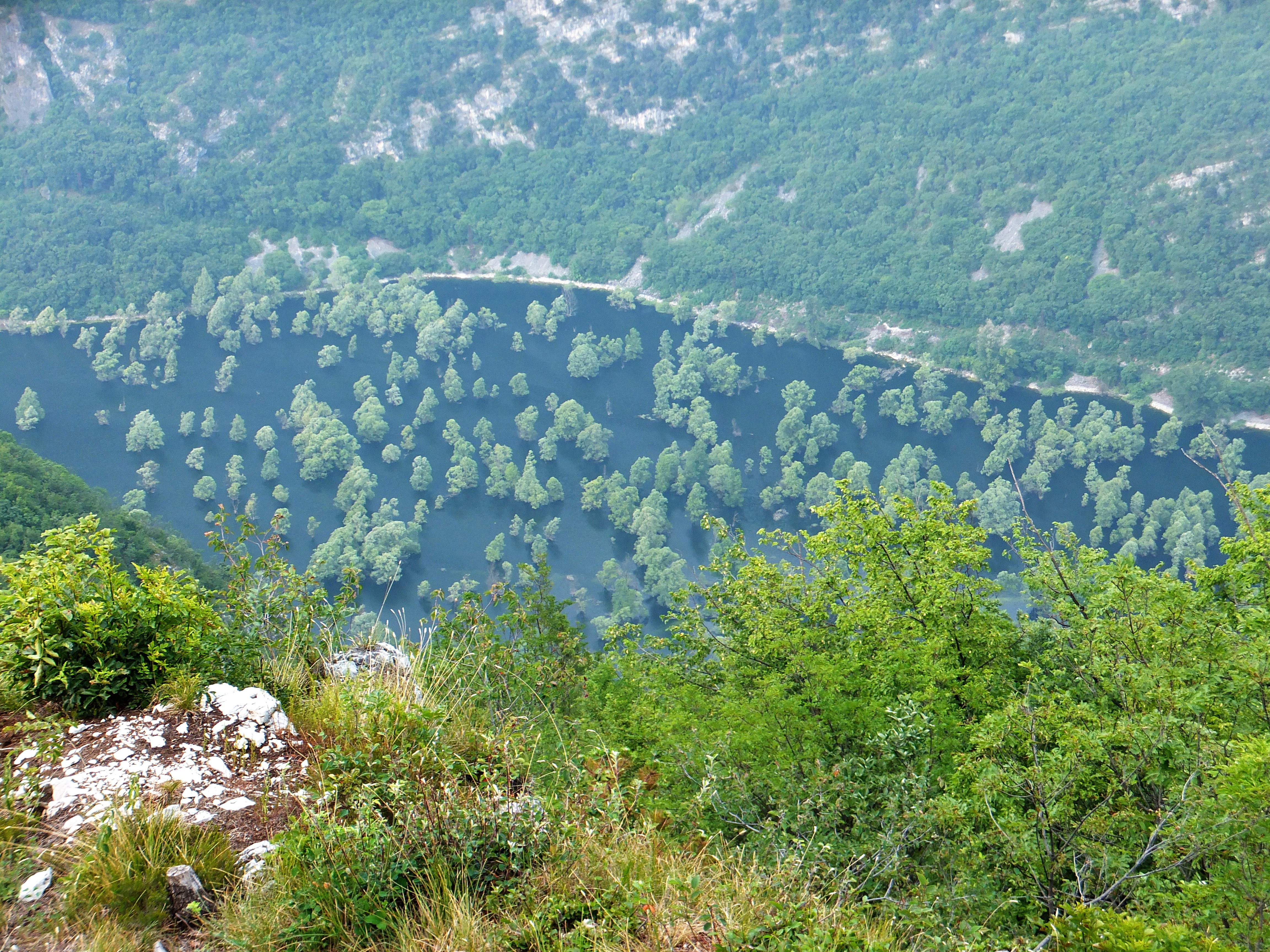
Der See mit dem Nordufer 2014

### Ab 1953
Nach Wiederaufnahme der Arbeiten 1953 wurde laut über die Sicherheit der Tunnelarbeiter diskutiert, da man einen Wassereinbruch im Bereich des Loppiosees befürchtete. Es gab aber auch kritische Stimmen, die behaupteten, dass diese Sicherheitsfrage nur vorgeschoben wurde, um den See ohne große Diskussionen trockenlegen zu können, um damit zusätzliche landwirtschaftlich nutzbare Flächen zu gewinnen, wie es bereits in der Vergangenheit versucht worden war. Gleichzeitig spekulierte der zukünftige Betreiber des Wasserkraftwerkes in Torbole, den See als Sammelbecken, neben dem Lago di Cavedine mit dem der Loppiosee verbunden werden sollte, nutzen zu können. Zu diesem Zweck sollte eine Staumauer auf Höhe der Insel S. Andrea errichtet werden, und das Wasser zwischen der Staumauer und dem Passo San Giovanni aufgestaut werden. Auch in diesem Sinne wäre ein vorheriges Abpumpen von Vorteil gewesen. Am 3. April 1956 begannen zwei große Pumpen das Wasser des Loppiosees in den Rio Cameras abzupumpen. Das Abpumpen hatte aber auch nicht kalkulierte negative Nebeneffekte, so begannen mehrere Quellen, die man für die Trinkwasserversorgung in Nago und Mori nutzte, wohl aufgrund des fehlenden Druckes, den der See ausgeübt hatte, langsam zu versiegen. Im September 1956 war der See bis auf einen kleinen Rest in der Seemitte verschwunden, in dem sich die Fische sammelten, die zur leichten Beute der zahlreich herbeigeeilten Schaulustigen wurden.
Mit den Tunnelarbeiten wurde auf Höhe der Insel S. Andrea ein Versorgungstunnel errichtet, der auch zur Belüftung während der Bauarbeiten diente. Der Zufluss der Quellen, die den See speisten, wurde beim Vorantreiben des Tunnels unterbunden, und das zwischen Fels- und Tunnelwand durchsickernde Wasser mit Hilfe eines Drainagetunnels unter dem eigentlichen Haupttunnel abgeleitet. Dieser Abfluss, der niederschlagsabhängig ist und im Normalfall im Durchschnitt etwa 400 bis 600 l/s beträgt, ergießt sich nach wie vor am Tunnelausgang in Torbole in den Gardasee.
Anfang Dezember 1958 erfolgte der Durchbruch der beiden von Torbole und Mori vorangetriebenen Tunnelhälften des Etsch-Gardasee-Tunnels. Damit wurde die Diskussion über die Zukunft des Loppiosees und der zwei offensichtlich gegensätzlichen Projekte, Nutzung als Ackerfläche oder als Wasserspeicher, wieder angefacht. Beide Projekte verliefen im Laufe der 1960er Jahre am Ende im Sande. Einer Nutzung als Sammelspeicher standen technische und wirtschaftliche Probleme gegenüber. So wäre eine Abdichtung nur unter großem Aufwand möglich gewesen und hätte wohl nicht im Verhältnis zum erwarteten Nutzen gestanden. Auch die Katastrophe am Vajont 1963 hatte zu einer Sensibilisierung über die Nutzung der Wasserkraft geführt. Mit der zunehmenden Industrialisierung begann aber gleichzeitig auch das Interesse an zusätzlichen landwirtschaftlichen Nutzflächen abzunehmen, sodass eine Nutzung in diesem Sinne nicht mehr als angebracht erschien.
Infolgedessen verlor man jegliches wirtschaftliches Interesse am ehemaligen Loppiosee, und das Seebett begann langsam zuzuwachsen. Nur nach längeren Regenperioden füllt sich der Loppiosee wieder, zum Teil auch für längere Zeit, so von 1975 bis 1980, sodass sogar Fische wieder ausgesetzt wurden. Als der See sich 2001 wieder einmal mit Wasser gefüllt hatte, kam es zu einer massiven Wanderung von Erdkröten, denen der See als Laichplatz dient, und die auch den Verkehr auf der Staatsstraße beeinträchtigte. Infolgedessen wurden Barrieren und Tunnel errichtet, um die Kröten unter der Straße durchzuleiten.

## Naturschutzgebiet

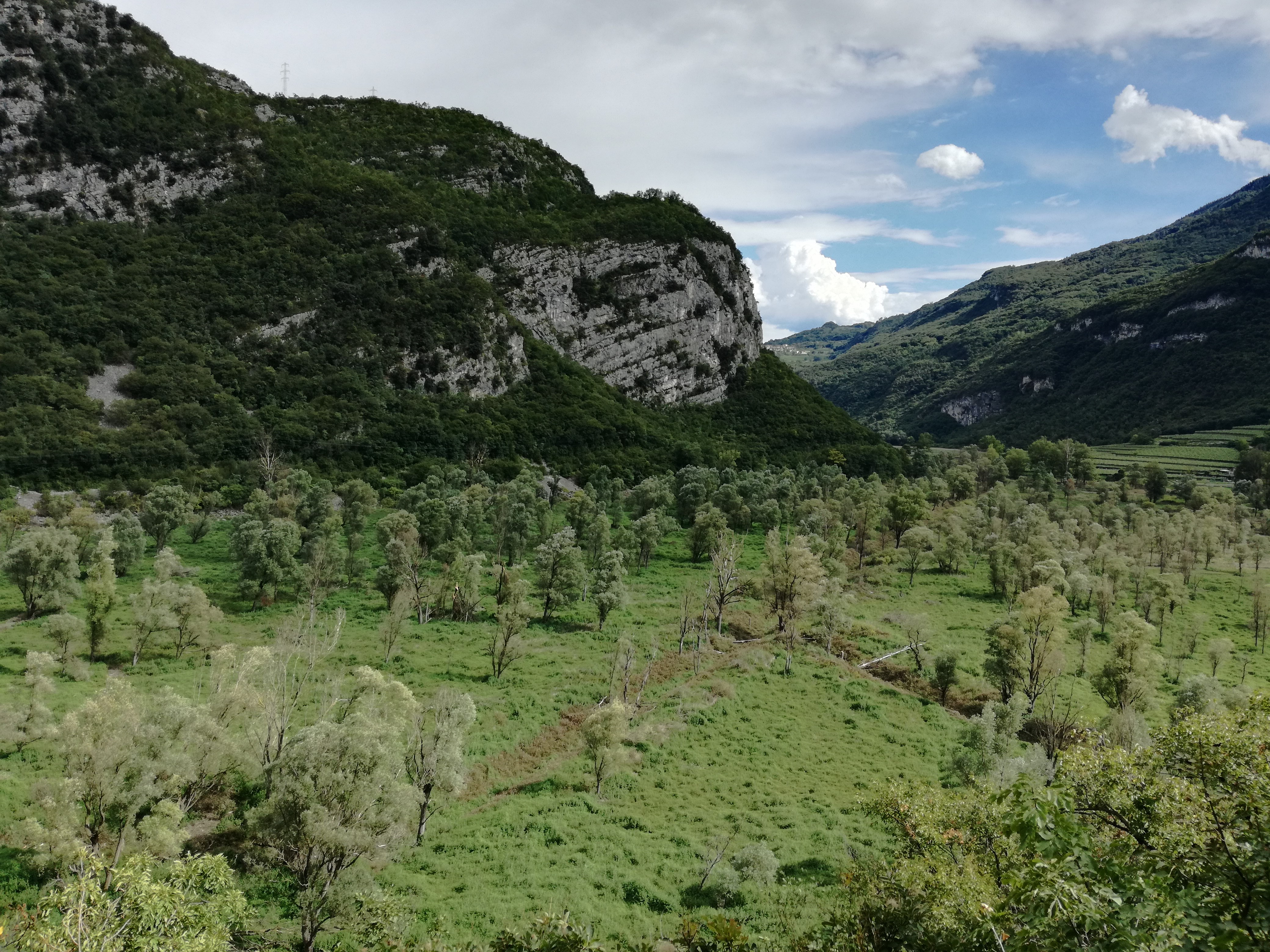
Das mit Feucht- und Sumpfwiesen zugewachsene Seebett 2017

Seit den 1960er Jahren gab es mehrere Initiativen, den See wieder neu entstehen zu lassen. 1990 stimmte auch der zuständige Gemeinderat von Mori einem solchen Projekt zu. Bereits in den 1980er Jahren hatte die Provinzregierung die gesetzlichen Voraussetzungen für die Einrichtung eines Naturschutzgebietes getroffen und die Provinz das Gelände des ehemaligen Sees von der Familie Castelbarco erworben. Mit der Übernahme des Etsch-Gardaseetunnels, dessen Zuständigkeit im Jahr 2000 auf die Autonome Provinz Trient überging und der Notwendigkeit einer Sanierung des Tunnels ergab sich die Möglichkeit ein Projekt für die Wiederherstellung des Sees auszuarbeiten. Ein solches konnte schließlich 2007 vorgelegt werden. Dieses Projekt sah vor, eine Wasserader unter den Ausläufern des Monte Altissimo an der Südostseite des Sees anzuzapfen und das Wasser über einen 850 Meter langen Tunnel in den See zu leiten, um den See zumindest in Teilen wieder zu füllen.
Die Ausführung des Projektes verschob sich aus verschiedenen Gründen und musste mehrmals umgeändert werden. Im Sommer 2012 war der erste Projektabschnitt abgeschlossen. Dabei zeichnete sich bereits ab, dass die angezapfte Wassermenge für die Projektumsetzung unzureichend war, zumal sich im Nachhinein herausstellte, dass die Wasserader ausschließlich von Niederschlägen gespeist wird und bei längerer Trockenheit kein Wasser liefert. Infolgedessen wurde auch der zweite Projektabschnitt, der die Requalifizierung des Uferbereiches vorsah, nicht weiter ausgeführt.

### Flora und Fauna
Mit seinen etwa 112 Hektar ist der Lago di Loppio das größte unter Naturschutz stehende Feuchtgebiet im Trentino. Auf dem ehemaligen Seebett haben sich Feucht- und Sumpfwiesen mit zahlreichen Silberweiden breit gemacht. An einige Stellen des Uferbereiches haben sich Torfbänke herausgebildet und seltene Sauergrasgewächse angesiedelt. Das Naturschutzgebiet beinhaltet aber auch Habitate für Großseggenriede, für Erlenbrüche und Grauweidengebüsche (Alnetea glutinosae) sowie Röhricht. Beheimatet sind ebenso mehrere Orchideenarten.
In den Perioden, in denen der See mit Wasser gefüllt ist, dient er als Rast- und Brutplatz zahlreicher Wasservögel. Insgesamt wurden über das gesamte Jahr verteilt 52 Spezies ausgemacht. Zu den Spezies, die am See zum Teil je nach Wasserstand brüten, gehören: Zwergtaucher, Stockente, Teichralle, Blässhuhn, Flussuferläufer, Schwarzmilan, Mäusebussard, Wiedehopf, Bachstelze, Tannenmeise, Amsel, Schilfrohrsänger, Neuntöter, Aaskrähe, Kolkrabe und Buchfink.
Neben Vögeln finden sich im Naturschutzgebiet auch Amphibien darunter der Teichmolch, die Gelbbauchunke und der Laubfrosch sowie verschiedene Reptilien wie die Östliche Smaragdeidechse, Mauereidechse, Gelbgrüne Zornnatter, Äskulapnatter, Blindschleiche, Ringelnatter, Würfelnatter sowie die Aspisviper. Aber auch Rehe, Dachse und Gämsen sind anzutreffen.

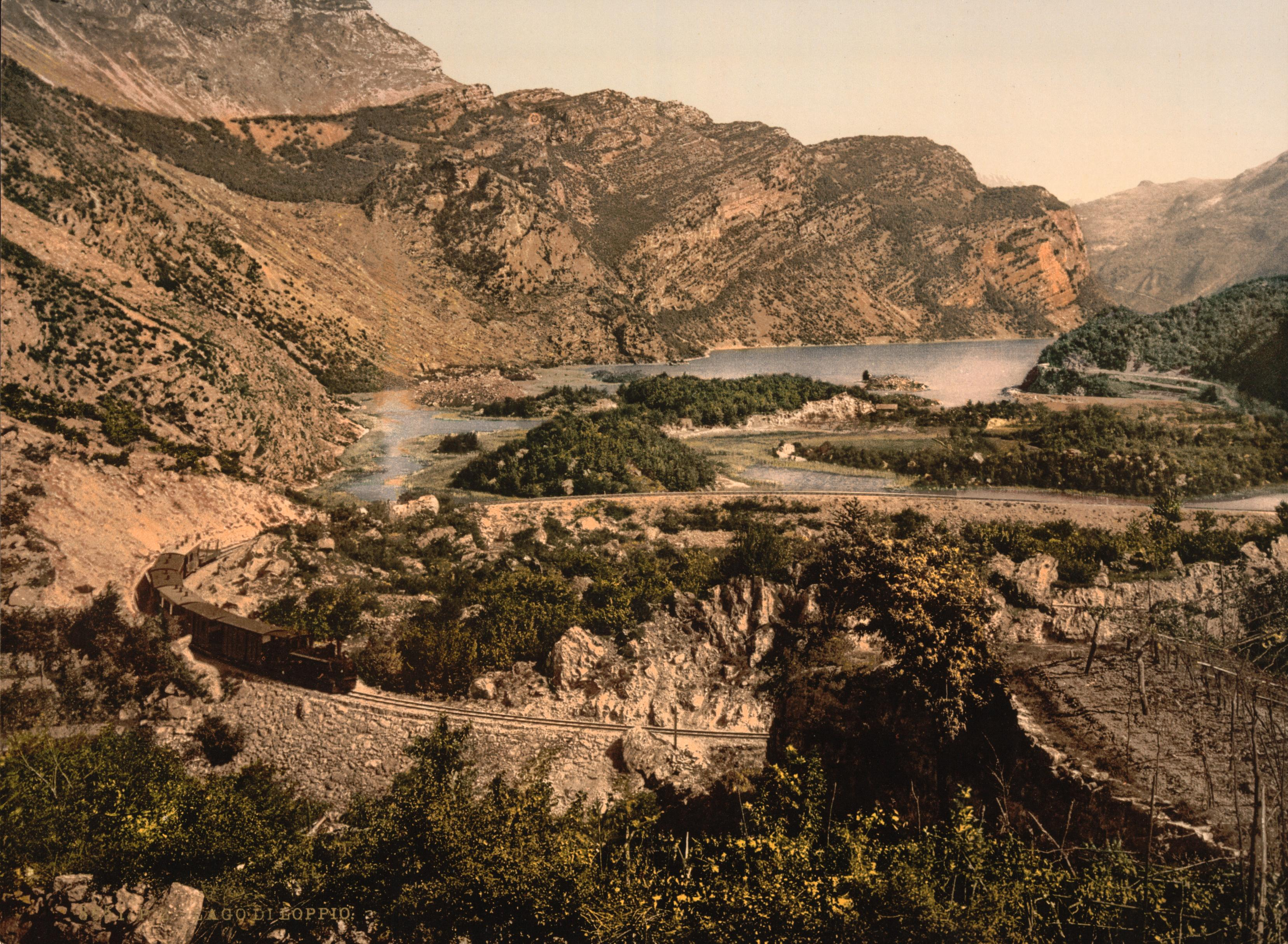
Die Dossi di Nago am Ende des 19. Jahrhunderts
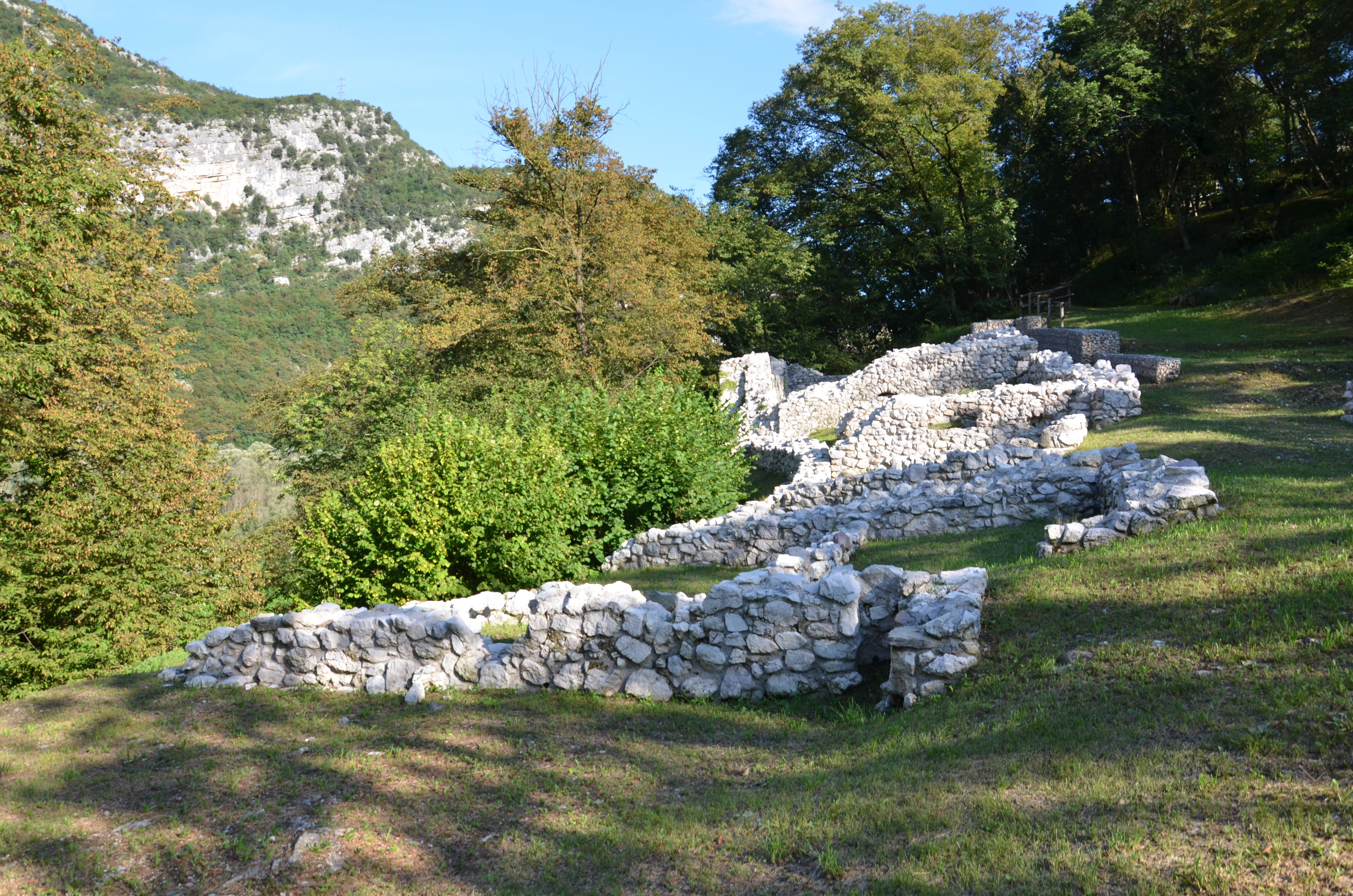
Die Insel S. Andrea mit den bei Grabungen freigelegten Ruinen
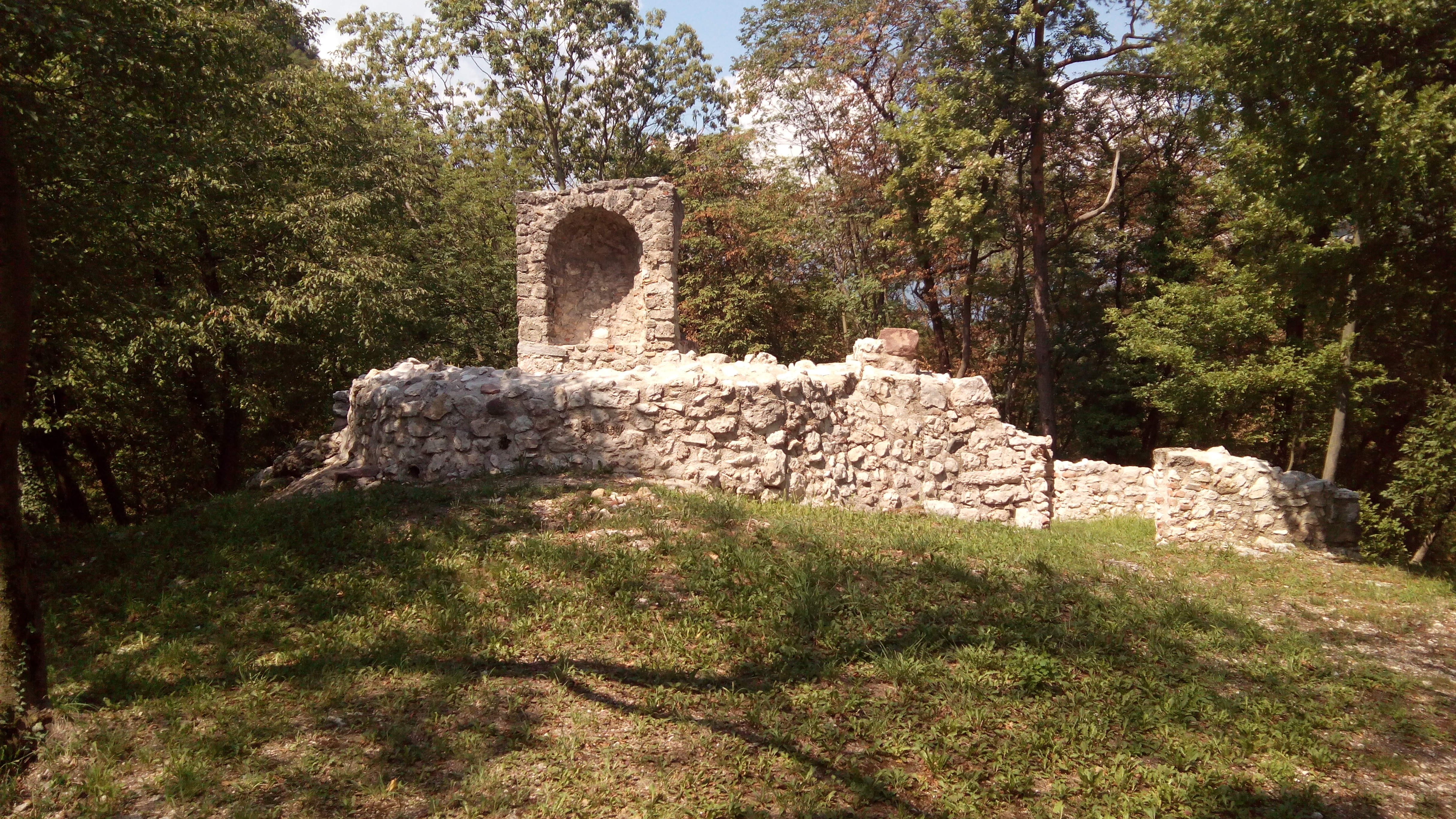
Die Reste einer romanischen Kirche auf der Insel S. Andrea
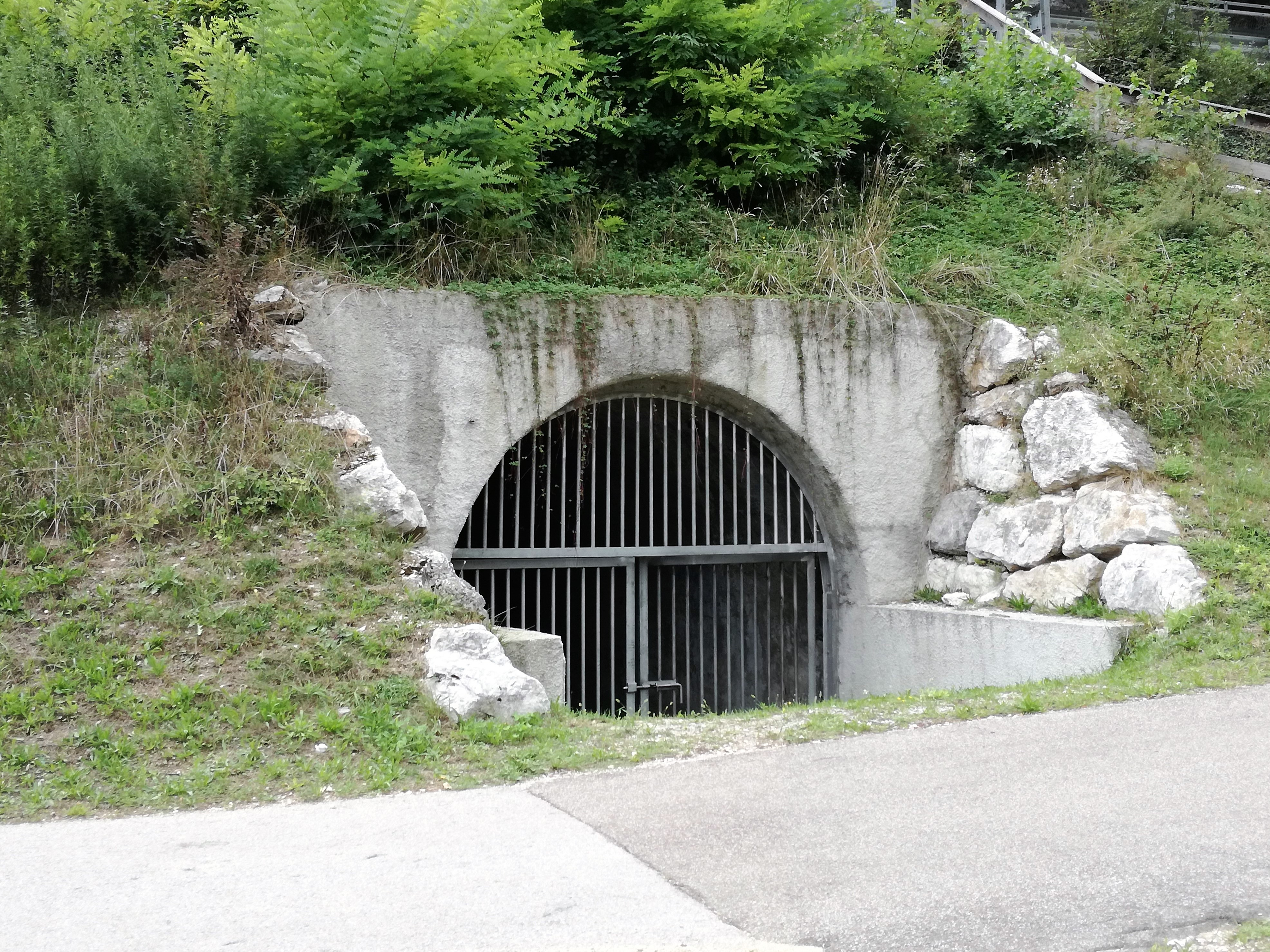
Versorgungs- und Belüftungstunnel des Etsch-Gardasee-Tunnels auf Höhe der Insel S. Andrea
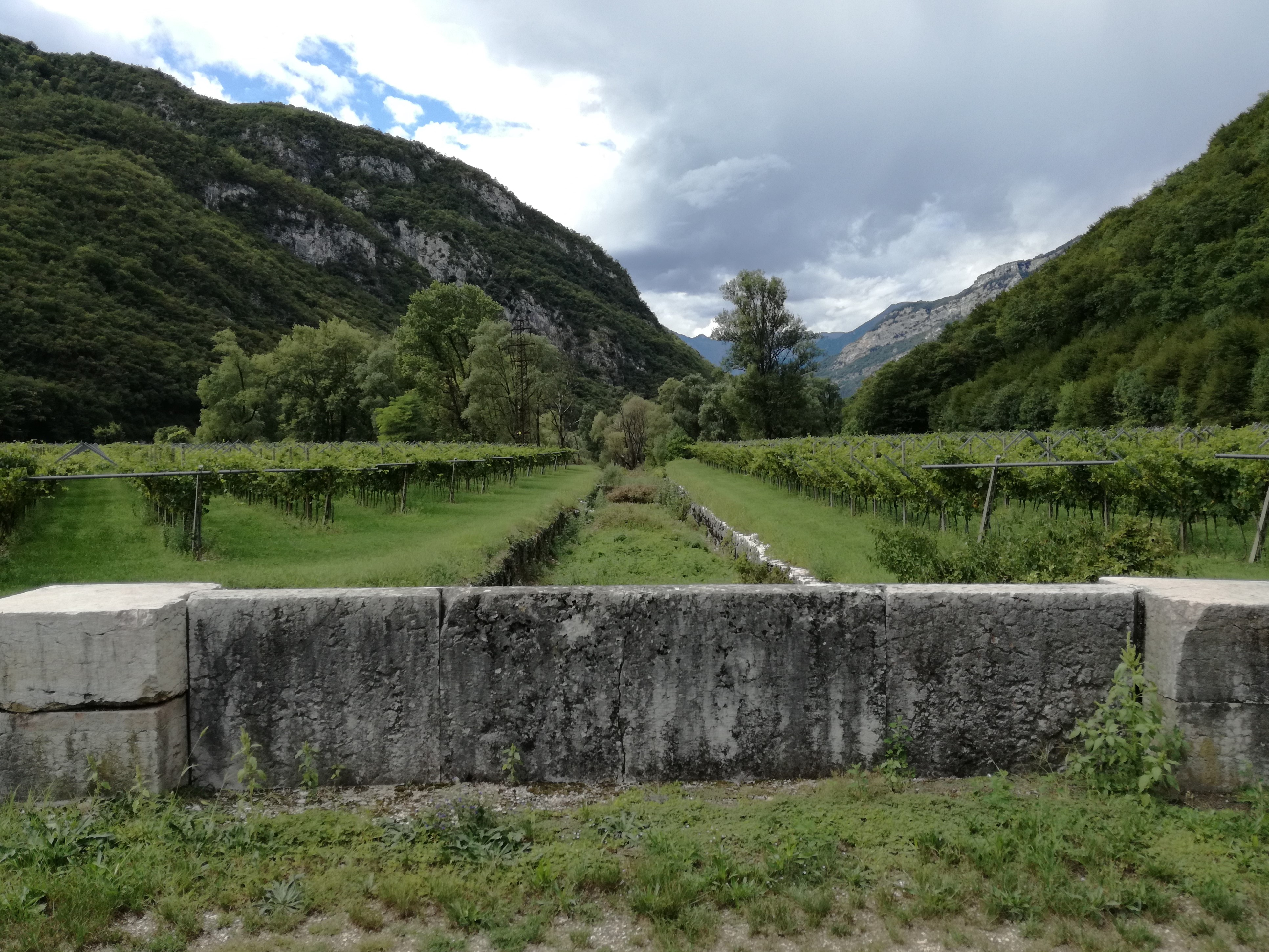
Der 1820 angelegte Abflusskanal am Ostende des Sees